# Aoki Masaru
Aoki Masaru (japanisch 青木 正児 (Kyūjitai: 靑木 正兒), auch: Aoki Seiji, * 14. Februar 1887 in Japan; † 2. Dezember 1964 in Ritsumeikan-Universität, Nakagyō-ku (Kyōto)) war ein japanischer Sinologe.

## Forschungsschwerpunkt
Aoki beschäftigte sich vor allem mit chinesischen Dramen und war ein früher Wiederentdecker von Hu Shi und Lu Xun.

## Werke
Ein einflussreicher Artikel wurde unter dem Titel Hu Shi and the Chinese Literary Revolution in Chinese Study 1920 veröffentlicht. während der 1930er und 1940er war Aoki ein wichtiger Übersetzer und Spezialist für Chinesische Literatur.
Patricia Sieber schreibt, dass Aoki seine „Liebesaffäre mit Chinesischen Dramen als intime und ästhetische Sache des Herzens präsentiert“.
„Als ich ein Kind war, war ich überaus verliebt in japanisches Puppentheater (jōruri). Um 1907,... entdeckte ich Sasagawa Rinpus Geschichte der Chinesischen Literatur (1898). Das Buch zitierte die Szene ‚Überraschender Traum‘ aus Jin Shengtans Version des Xixiang Ji worin der Student Zhang (張君瑞) träumt, dass seine Geliebte Cui Yingying (崔鶯鶯) ihm folgt, während sie gleichzeitig von einem Banditen verfolgt wird. Ich verstand nicht ganz, was ich las, aber ich war bereits völlig gefesselt. Später, als ich ein Buch mit mehreren Szenen aus dem Xixiang Ji erwarb, war ich noch glücklicher. Dies war nicht nur der Anfang meines Wissens, sondern auch meiner Liebe für das Chinesische Drama.“
Das Shina bungei shichō (支那文芸論藪) wurde in der Iwanami-Koza-Serie Sekai shichō 1928 veröffentlicht. Wang Junyu (chinesisch 王俊瑜, Pinyin Wáng Jùnyú, W.-G. Wang Chün-yü) übersetzte das Buch 1933 ins Chinesische (chinesisch 中國古代文藝思潮論, Pinyin Zhōngguó Gǔdài Wényì Sīcháo Lún, W.-G. Chung-kuo ku-tai wen-i ssu-ch'ao lun).

### Bücher
- 元人雑劇序説 – Yuan Jen Tsa Chu Hsu Shuo 1959.
- 支那近世戯曲史 Shina kinsei gikyoku shi 1930.
- 支那文学思想史 Shina bungaku shisō shi;　"A History of Chinese Literary Thought" – Eine Geschichte des Chinesischen Literarischen Denkens. Iwanami Shoten 1943.